# Till Österland vill jag fara
Till Österland vill jag fara är en svensk andlig visa från mitten av 1700-talet troligen skriven av sjömannen Anders Flöija, numera ofta framförd som serenad.

## Bakgrund
De första stroferna är hämtade från en holländsk medeltida förlaga "Naar Oostland Willen Wij Rijden", och övriga strofer är en parafras på Höga visan.
Texten är känd genom flera skillingtryck från 1700-talet, det äldsta från 1768. Den allmänt kända melodin går tillbaka på psalm 312 i 1695 års psalmbok, På dig o Herre käre. Visan trycktes första gången i Jacob Niclas Ahlströms "300 nordiska folkvisor" 1865. Därefter har den förekommit i flera sångböcker. Begreppet Österland syftar här på det Heliga landet.
Sången kan även i vissa sammanhang uppfattas som en hyllning till Finland; där lever ännu det medeltida begreppet "Österland" kvar.
Viktor Rydberg har använt motivet i sin roman Vapensmeden.

## Inspelningar
Den 7 augusti 1899 sjöng Bergströms terzett in sången på skiva tillsammans med fyra andra sånger, vilket är en av de första skivinspelningarna gjorda av svenska artister.
En variant av visan framförs av poliskonstaplarna Kling & Klang i tv-serien om Pippi Långstrump från 1969. Då med texten Till fjärran land ska du fara.

## Körarrangemang
(publiceringsår inom parentes)
- Lars Gustaf Hedin för manskör (ca 1850) – i detta arrangemang används sången ofta som serenad för manskör
- Ivar Widéen för blandad kör (Rydbergs text) (ca 1930)
- David Wikander för manskör (1951)
- David Wikander för blandad kör (1951)
- Carl-Elow Nordström för trestämmig blandad kör (1954)
- Bo Ridderström för tvåstämmig diskantkör (ca 1960)
- Bror Samuelson för diskantkör (1980)
- Leif Österlund för blandad kör (1983)
- Håkan Parkman för blandad kör (1990)
- Gunnar Eriksson för blandad kör (ca 1990)

### Fotnoter
1. ↑  Rydbergs text på Projekt Runeberg
2. ↑  Information på Svensk mediedatabas
3. ↑  Här kommer Pippi Långstrump på Svensk Filmdatabas